# Gewoon purperschaaltje
Gewoon purperschaaltje (Lecidella elaeochroma) is een korstmossoort uit het geslacht purperschaaltje (Lecidella). Het leeft in symbiose met een chlorococcoïde alg. Het komt veel voor in Centraal-Europa. 

## Determinatie
Gewoon purperschaaltje is een korstvormig korstmos. Het dunne thallus is helder wit tot gelig wit. De thalli zijn meestal langwerpig door diktegroei van de stam. De apotheciën zijn zwart tot donker rood bruin en zeer zelden mat met - onder de loep - een purperen glans. Ze bereiken een diameter tussen 0,4 en 1,0 mm. Hun schijven zijn zwart tot donker roodbruin. De apotheciën zijn vlak tot sterk gebogen en kan vervormd worden. Hun rand is zwart en glad.

## Ecologie
Gewoon purperschaaltje groeit bijna altijd epifytisch. Het komt hoofdzakelijk voor op jonge bomen en struiken met een gladde schors, of op de gladde delen van bomen met een ruwe schors. De soort wordt zowel in bossen als op vrijstaande loofbomen aangetroffen. Epilitische exemplaren zijn zeldzaam.

### Syntaxonomie
In de syntaxonomie staat gewoon purperschaaltje te boek als kensoort voor de schriftmos-klasse.

## Verspreiding
Gewoon purperschaaltje kent een kosmopolitische verspreiding. Binnen Europa is de soort wijdverspreid; het verspreidingsgebied strekt zich uit van de boreale zone tot het Middellandse zeegebied. Het korstmos is ook ontdekt in Noord-Amerika en in de valleigebieden van het Altajgebergte. In Nederland is gewoon purperschaaltje zeer algemeen.